# Dolny Smokowiec

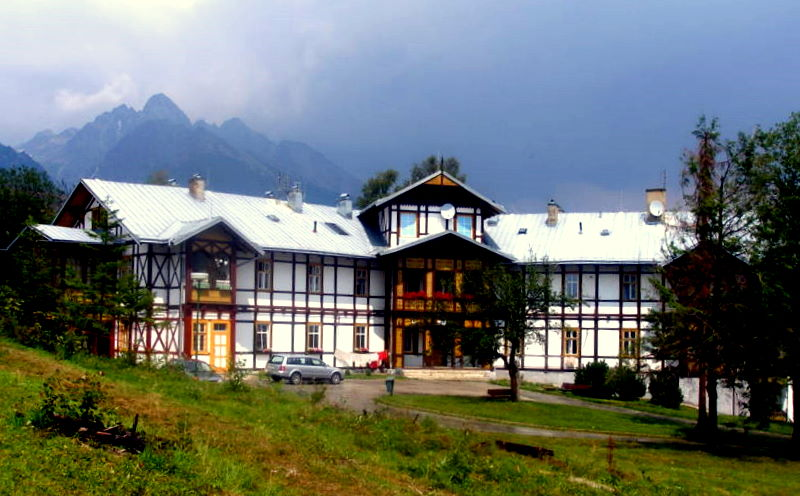
Sanatorium w Dolnym Smokowcu, w tle Łomnica

Dolny Smokowiec (słow. Dolný Smokovec, niem. Unterschmecks, węg. Alsótátrafüred) – osiedle u południowych podnóży Tatr Wysokich na Słowacji, położone przy drodze ze Starego Smokowca do Nowej Leśnej. Administracyjnie należy do części katastralnej Stary Smokowiec miasta Wysokie Tatry.
Dolny Smokowiec położony jest na wysokości 890 m n.p.m., na południowy wschód od Starego Smokowca, przy linii kolejowej łączącej go z Popradem. Nieco na południowy zachód od osiedla przebiega szosa łącząca te dwie miejscowości. Między Dolnym Smokowcem a Nową Leśną położone jest osiedle Pod Lasem, należące do Dolnego Smokowca.
Osiedle ma charakter uzdrowiskowy. Zostało założone w latach 1881-82 przez nauczyciela z Kieżmarku Józefa Bohuša i początkowo służyło jako miejscowość wypoczynkowa. Pierwsze zabudowania zostały zaprojektowane przez Gedeona Majunke. W trakcie I wojny światowej była tu lecznica wojskowa, po zakończeniu wojny Dolny Smokowiec przekształcono w uzdrowisko. Od roku 1919 jest to ośrodek sanatoryjny przeznaczony specjalnie dla dzieci chorych na gruźlicę.